# 5436 Eumelos
5436 Eumelos eller 1990 DK är en trojansk asteroid i Jupiters lagrangepunkt L4. Den upptäcktes 20 februari 1990 av det amerikanska astronom paret Eugene M. och Carolyn S. Shoemaker vid Palomar-observatoriet. Den är uppkallad efter Eumelos, i den grekiska mytologin.
Asteroiden har en diameter på ungefär 37 kilometer.